# Hans Næss
Hans Henrik Stoermann-Næss (* 3. November 1886 in Bergen; † 10. Dezember 1958 ebenda) war ein norwegischer Segler.

## Erfolge
Hans Næss, der für den Bergens Seilforening segelte, wurde 1920 in Antwerpen bei den Olympischen Spielen in der 12-Meter-Klasse nach der International Rule von 1907 Olympiasieger. Er war Crewmitglied der Atlanta, die als einziges Boot seiner Klasse teilnahm. Der Atlanta genügte mangels Konkurrenz in zwei Wettfahrten jeweils das Erreichen des Ziels zum Gewinn der Goldmedaille. Zur Crew gehörten zudem die Brüder Halvor und Rasmus Birkeland, Lauritz Christiansen, Halvor Møgster und die Brüder Ole, Jan, Kristian und Henrik Østervold. Letzterer war Besitzer und Skipper der Atlanta.
Næss war auch als Rennfahrer aktiv. Er arbeitete in seiner Geburtsstadt Bergen zunächst bei einem Kohlenhändler, später war er Schiffsmakler und als solcher auch Vorsitzender der örtlichen Schiffsmakler-Assoziation.